# Lithocarpus calolepis
Lithocarpus calolepis är en bokväxtart som beskrevs av Yung Chun Hsu och H.Wei Jen. Lithocarpus calolepis ingår i släktet Lithocarpus och familjen bokväxter. Inga underarter finns listade.